# Yasuhiro Nagahashi
Yasuhiro Nagahashi (長橋 康弘 Nagahashi Yasuhiro?), född 2 augusti 1975 i Shizuoka prefektur, är en japansk före detta fotbollsspelare.
Nagahashi började sin karriär 1994 i Shimizu S-Pulse. 1997 flyttade han till Kawasaki Frontale. Han avslutade karriären 2006.